# Hipparchia rungsi
Hipparchia rungsi är en fjärilsart som beskrevs av Varin 1952. Hipparchia rungsi ingår i släktet Hipparchia och familjen praktfjärilar. Inga underarter finns listade i Catalogue of Life.